# 郵電新村
郵電新村是中華人民共和國上海市虹口區的一個住宅區，東北至幸福村，西至大連新村，東南至四平路，佔地6.3公頃，建築面積6.9平方米。該住宅於1954年始建，1968年至1984年擴建。住宅因為由郵電單位籌建，所以得名郵電新村。
上海地铁10号线设有邮电新村站。